# Pinneberg
Pinneberg (phát âm tiếng Đức: [ˈpɪnəbɛʁk]) là một đô thị thuộc huyện Pinneberg, bang Schleswig-Holstein, Đức.